# گئورگ الیاس مولر
گئورگ الیاس مولر (آلمانی: Georg Elias Müller) زاده ۲۰ ژوئیه ۱۸۵۰ و مرگ به تاریخ ۲۳ دسامبر ۱۹۳۴م، یک استاد فلسفه و نیز یک روان‌شناس و پژوهشگر تجربی آلمانی بود. تحقیقات گسترده وی در حوزه حافظه و تأثیر حافظه در ادراک انسان اهمیت زیادی داشته و آثار وی نقطه شروع و تکیه گاه روانشناسانی مانند ادگار روبین در حوزه خطاهای شناختی و خطای دید بوده‌است.